# Градска општина Медијана
Општина Медијана је градска општина града Ниша. Настала је 2002. године и обухвата део насеља Ниш и место Брзи Брод. Део насеља Ниш који се налази у овој градској општини обухвата следеће месне заједнице:
- Медијана
- Ћеле кула
- Божидар Аџија
- Мија Станимировић
- Филип Кљајић
- Браће Тасковић
- Чаир
- Обилићев венац
- Душко Радовић

Укупан број становника у ова два места, део насеља Ниш и насеље Брзи Брод, износи 87.405 по попису становништва 2002. године и по броју становника је највећа општина у Нишу. По површини спада у најмање у Србији и она износи свега 16 km². По броју становника спада у веће општине у Србији. Општина се простире углавном између пруге Ниш- Димитровград и реке Нишаве, обухватајући тако централно језгро града.

## Значајне институције
- Градска управа, са пратећим службама
- Општински и трговински суд
- Тржни центар „Калча“
- Пословни центри „Амбасадор“ и „Душанов базар“
- Зграда главне поште
- Спортско рекреативни центар „Чаир“ са игралиштима, парком, халом и базенима
- „Ниш експрес“
- Саборна црква
- Клинички центар, Војна болница, Дом здравља
- Тржни центри „Зона“ 1, 2 и 3.
- Пијаца „Бошко Буха“
- Тржни центар "Делта"

## Образовне установе
- Економски факултет
- Правни факултет
- Медицински факултет
- Филозофски факултет
- Прва нишка гимназија „Стеван Сремац“
- Гимназија „Бора Станковић“
- Гимназија „9. мај“
- Административно-биротехничка школа
- Електротехничка школа „Мија Станимировић“
- Економска школа
- Медицинска школа

## Институције културе
- Народно позориште
- Позориште лутака
- Народни музеј
- Народна библиотека
- Радио Ниш
- ТВ-5
- Нишка Телевизија
- Банкер ТВ
- „Народне Новине“

На територији Градске општине Медијана налази се археолошко налазиште Медијана и чувени споменик Ћеле Кула, као и Саборни храм у Нишу.

## Галерија
- Народно позориште
- Део Ћеле Куле
- Мозаик на локалитету Медијане
- Стадион, један од објеката у спортском центру „Чаир“
- Зграда старе хирургије Војне болнице
- Пастеров завод
- Градска управа зими
- Зграда „Швајцарија"